# Luční mlýn (Kadaň)
Budova čp. 456 v ulici 5. května (dříve Jahnova) na Špitálském předměstí v Kadani bývá označována jako tzv. Luční mlýn. Nyní je součástí areálu místní zemědělské školy, dříve však bývala jednou z přistavených budov již zmíněného Lučního mlýna na říčce Bystřici. Původní budovy mlýna byly zbořeny během asanací na Špitálském předměstí roku 1974. Samotná říčka (vodní tok nyní na mapách označovaný též jako Kadaňský potok) je od dob komunismu v úseku od Rooseveltových sadů až k řece Ohři svedena do podzemních trubek.

## Dějiny domu a jeho majitelé
Historický Luční mlýn, tehdy jedno z několika mlýnských zařízení na říčce Bystřici na Špitálském předměstí v Kadani, je v písemných pramenech zmiňován již roku 1470. Naproti Lučnímu mlýnu stával přes Bystřici kamenný mostek a za ním v předměstské hradbě tzv. Luční branka, zbořená roku 1878, kterou obýval hrobník. Například roku 1596 je v městských listinách v této službě zmiňován jistý Peter Voytt.
V letech 1714 až 1718 byl Luční mlýn majetkem císařského rychtáře Wolfganga Ernsta Thumseckera. Ten nechal roku 1714 před mlýnem na své náklady umístit sochu sv. Šebestiána, která je nyní umístěna na hradebním parkánu v jižní části městského opevnění poblíž Kadaňského hradu. V roce 1718 Luční mlýn vyhořel a požáru podlehl také později v letech 1720 a 1792. Posledním soukromníkem, který vlastnil Luční mlýn, byl mlynář Karl Gustav Schmiedl pocházející z krušnohorských Vejprt.
V roce 1870 totiž mlýnskou budovu zakoupila zdejší zemědělská škola, nechala ji doplnit novou přístavbou, nynější budova čp. 456, a dne 16. září 1873 zde byly slavnostně otevřeny nové učebny. Na okolních pozemcích, které tvořily areál zemědělské školy, se tehdy rozkládal ovocný sad, zeleninové záhony, botanická zahrada s pokusnou chmelnicí opatřená kašnou, chemická laboratoř, a také meteorologická stanice. Na Kadaňsku se nejvýznamnější osobností tehdejší zemědělské školy stal její ředitel Dr. Anton Schneider (1841–1900), rodák z Karlových Varů, oblíbený zejména ve venkovských oblastech celého regionu díky svým populárně-naučným přednáškám pro sedláky a rolníky.
Roku 1889 proběhla nákladná rekonstrukce celého areálu, a když byla v roce 1904 otevřena nová secesní budova Královské české zemědělské střední školy, sloužil již Luční mlýn pouze jako tzv. zimní škola, jejíž prostory byly využívány především k pořádání odborných kurzů pro zemědělce z okolí.
V roce 1919 zde byla zřízena česká obecná škola, jejíž správou byl pověřen učitel František Šabata. Roku 1928 sem nastoupil Jaroslav František Urban, který se o rok později stal i prvním ředitelem nově založené české měšťanské školy. Urban proměnil školu v prostorách bývalého Lučního mlýna v důležité centrum kadaňské české menšiny a v období prázdnin zde provozoval studentskou noclehárnu, jež hojně navštěvovala také pražská mládež. Sám Urban byl také významnou osobností veřejného a kulturního dění v Kadani, mimo jiné byl totiž autorem třídílného regionálního bestselleru Potulky Kadaňskem z let 1935–1936.
Původní budovy Lučního mlýna podlehly zkáze roku 1974, kdy byly za dob komunistického režimu společně s většinou zástavby Špitálského předměstí zbořeny. Též říčka Bystřice, která byla nedílnou součástí předměstské zástavby, byla v úseku od nynějších Rooseveltových sadů, až k řece Ohři, v místech, kde byl nedávno obnoven tzv. Bystřický můstek, poblíž tzv. Steinkopfova mlýna, který v současné době prochází rekonstrukcí a v jeho prostorách má vzniknout penzion s hospodou a pivovarem, svedena do podzemních trubek. Této necitlivé asanaci se vyhnula alespoň přístavba, nynější budova čp. 456, na níž přešlo i ono historické označení – Luční mlýn.

## Domovní znamení
Ve štítě domu čp. 456 se nachází složité a v současné době již značně omšelé domovní znamení. Veprostřed tohoto znamení je umístěn včelí úl obklopený několika atributy odkazujícími na zemědělskou práci a její plody. Na domovním znamení je vyobrazen obilný snop, pluh, či viničný hrozen. Všechny tyto symboly optikou antické ikonografie odkazují na Démétér, řeckou bohyni plodnosti země a rolnictví. V křesťanské ikonografii úl, potažmo včela, bývá považována za jednu z aluzí na Ježíše Krista. Včelí úl je rovněž obecně uznáván jako symbol učenosti, spořádanosti a pracovitosti.
Domovní znamení je novobarokně laděné a bylo zde umístěno patrně hned roku 1873, kdy byla budova přistavěna k tzv. Lučnímu mlýnu pro potřeby někdejší zemědělské školy.

## Zajímavost
V průběhu první světové války sloužil Luční mlýn dočasně jako jedna z kasárenských budov 74. pěšího pluku rakousko-uherské armády. Je pravděpodobné, že i v této budově se mohli dočasně vyskytovat někteří vojenští odvedenci, sloužící tehdy v Kadani, kteří nyní náleží k tehdejší české kulturní elitě. Mezi nimi můžeme jmenovat například herce Vojtu Matyse, prozaika Jaroslava Havlíčka, novináře Arne Laurina, výtvarníka a literáta Josefa Čapka nebo fotografa Josefa Sudka, který právě v Kadani začal pořizovat své první snímky.
O svém pobytu v Kadani referuje Josef Čapek ve své tehdejší korespondenci. V Kadani to bylo zlé, píše v jednom z dopisů adresovaných jeho snoubence Jarmile Pospíšilové. Ačkoli tedy v Kadani nebyl příliš šťastný, v jiném z dopisů zmiňuje, že se mu zde zdály nejkrásnější sny. Čapkovy zkušenosti nabyté během vojny v Kadani se mimo jiné odrážejí v příběhu Záchrana z roku 1917 zahrnutém do kubisticko-expresionistického povídkového souboru Lelio.